# 11015 Romanenko
11015 Romanenko eller 1982 SJ7 är en asteroid i huvudbältet som upptäcktes den 17 september 1982 av den rysk-sovjetiske astronomen Nikolaj Tjernych vid Krims astrofysiska observatorium på Krim. Den har fått sitt namn efter Boris Ivanovich Romanenko.
Asteroiden har en diameter på ungefär 5 kilometer.